# Unholy Cult
Unholy Cult är det amerikanska death metal-bandet Immolations femte studioalbum, släppt oktober 2002 av skivbolaget Listenable Records.

## Låtförteckning
1. "Of Martyrs and Men" – 5:25
2. "Sinful Nature" – 3:16
3. "Unholy Cult" – 8:02
4. "Wolf among the Flock" – 3:49
5. "Reluctant Messiah" – 4:58
6. "A Kingdom Divided" – 4:16
7. "Rival the Eminent" – 5:35
8. "Bring Them Down" – 6:06

- Text och musik: Immolation

## Medverkande
Musiker (Immolation-medlemmar)
- Ross Dolan – sång, basgitarr
- Robert Vigna – gitarr
- Bill Taylor – gitarr
- Alex Hernandez – trummor

Produktion
- Paul Orofino – producent, ljudtekniker, ljudmix, mastering
- Sven (Sven de Caluwé) – omslagsdesign
- Andreas Marschall – omslagskonst
- Jeff Wolfe – foto
- Shelley Jambresic – foto
- Laurent Merle – foto